# Zeven werken van barmhartigheid

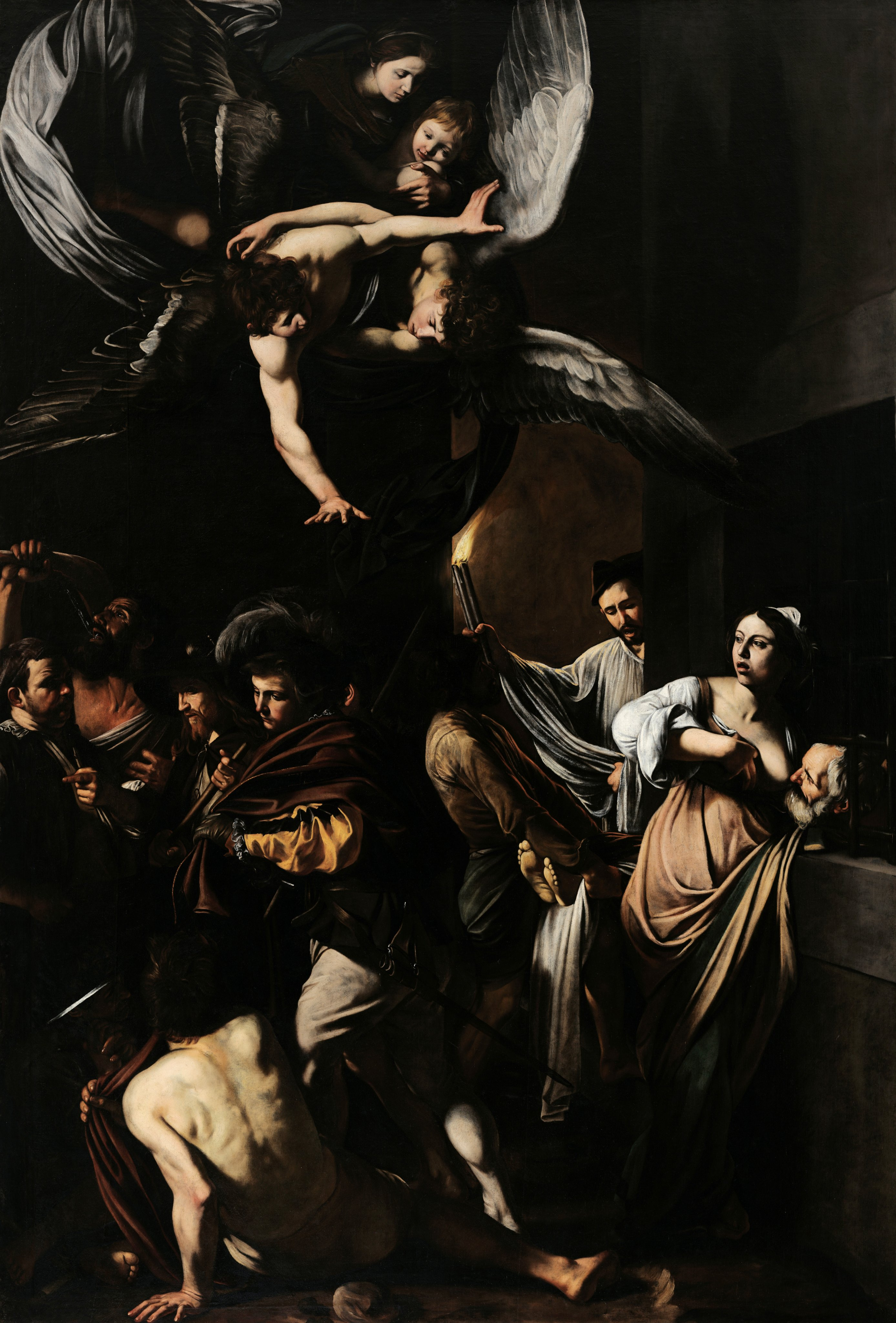
De zeven werken van barmhartigheid door Caravaggio

De zeven werken van barmhartigheid zijn in de christelijke traditie zeven manieren waarop gelovigen barmhartigheid tonen. Ze zijn een bron van inspiratie in de kunst en de literatuur en voor het maatschappelijk werk.

## Zeven lichamelijke werken van barmhartigheid
De zeven lichamelijke werken van barmhartigheid zijn:
1. De hongerigen spijzen
2. De dorstigen laven
3. De naakten kleden
4. De vreemdelingen herbergen
5. De zieken verzorgen
6. De gevangenen bezoeken
7. De doden begraven

Zes van deze werken zijn gebaseerd op de woorden van Christus volgens Matteüs 25:35-36: Ik had honger en gij hebt Mij te eten gegeven, Ik had dorst en gij hebt Mij te drinken gegeven, Ik was vreemdeling en gij hebt Mij opgenomen. Ik was naakt en gij hebt Mij gekleed, Ik was ziek en gij hebt Mij bezocht, Ik zat in de gevangenis en gij zijt tot Mij gekomen. Deze laatste tekst wordt soms ook vertaald naar het De gevangenen verlossen.
Paus Innocentius III (1198-1216) voegde in het jaar 1207 een zevende werk toe: de doden begraven. Het is ontleend aan het (volgens de protestanten) apocriefe of deuterocanonieke Tobit 1:17, waarin naast twee bekende ook door Christus genoemde werken van barmhartigheid, speciaal de zorg voor de overledenen wordt benadrukt: Ik gaf brood aan de hongerigen en kleren aan de naakten; als ik het lijk van een volksgenoot buiten de muren van Nineve zag liggen, dan begroef ik het.

## Achtste (lichamelijk) werk van barmhartigheid: de zorg voor de schepping
Paus Franciscus heeft naar aanleiding van de encycliek Laudato Si' een "achtste werk van barmhartigheid" genoemd: "Laat ons barmhartig zijn voor ons gemeenschappelijk huis". Deze toevoeging aan de reeds bestaande zeven werken van barmhartigheid werd in een rondzendbrief van 6 augustus 2015 door Paus Franciscus voorgesteld. De toevoeging van een “oecumenisch en ecologisch” achtste werk van barmhartigheid sluit de andere werken van barmhartigheid in.
Paus Franciscus stelde toen tevens een jaarlijkse gebedsdag in om hier speciaal aandacht aan te besteden, de Giornata Mondiale di Preghiera per la Cura del Creato (de ‘Mondiale Dag van Gebed voor de Zorg van de Schepping’ of 'Wereldgebedsdag voor het behoud van de Schepping'). In Laudato Si' zegt Franciscus dat hij met de instelling van deze jaarlijkse gebedsdag gehoor heeft gegeven aan het voorstel van de Byzantaans-orthodoxe metropoliet Johannes van Pergamon, een representant van Bartholomeos I van Constantinopel, Oecumenisch patriarch van de Oosters-orthodoxe Kerk. De eerste "Wereldgebedsdag voor de zorg voor de schepping" was op 1 september 2016 en wordt door de Rooms-Katholieke Kerk samen met de orthodoxe katholieke kerk gehouden.

## Zeven geestelijke werken van barmhartigheid
Naast de lichamelijke werken van barmhartigheid werden in de middeleeuwen zeven geestelijke werken van barmhartigheid uitgewerkt: het zijn werken gericht op het lenigen van geestelijke nood.
De zeven geestelijke werken van barmhartigheid zijn:
1. De onwetenden onderrichten
2. In moeilijkheden goede raad geven
3. De bedroefden troosten
4. De zondaars vermanen
5. Het onrecht geduldig lijden
6. Beledigingen vergeven
7. Voor de levenden en overledenen bidden

## Receptie in kunst en literatuur
De zeven werken van barmhartigheid zijn tot op de dag van vandaag een bron van inspiratie in kunstwerken en literatuur.

### Huis aan de kraanlei in Gent
Zo staat in Gent aan de Kraanlei het huis De zeven werken van barmhartigheid. Toch staan er slechts zes werken uitgebeeld op de voorgevel ervan. Vaak wordt verteld dat, aangezien dit oorspronkelijk een herberg was, het vierde werk (de vreemdelingen herbergen) in het gebouw zelf gebeurde. In werkelijkheid werd 'de doden begraven' niet afgebeeld (zie detailopnames).

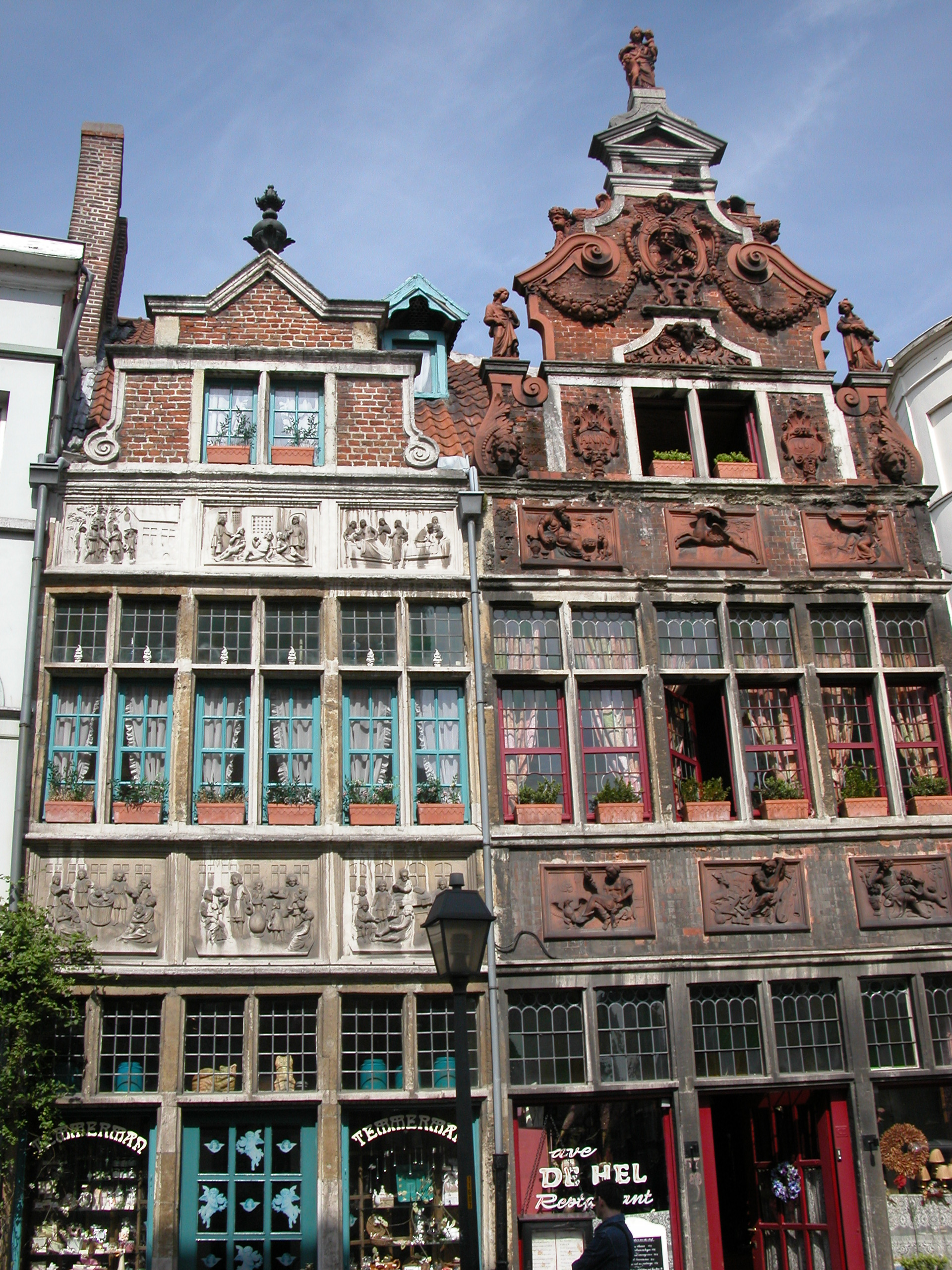
Het huis De zeven werken van barmhartigheid, Kraanlei 79 te Gent

### Schilderij van Meester van Alkmaar

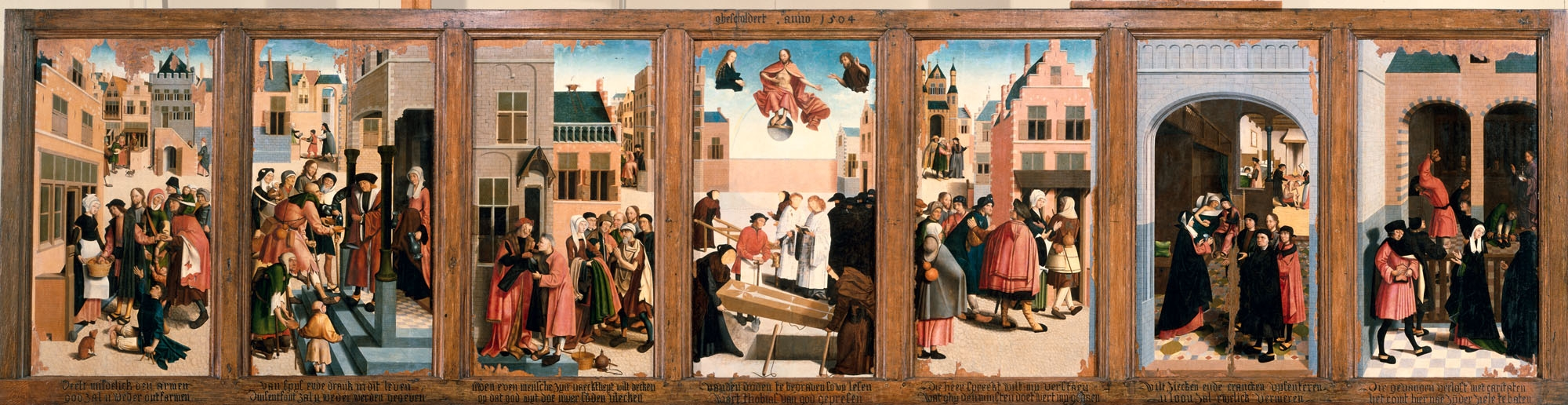
De zeven werken van barmhartigheid - Meester van Alkmaar in het Rijksmuseum te Amsterdam

In het Rijksmuseum in Amsterdam hangen zeven panelen van de Meester van Alkmaar. 
Ze werden in 1504 in opdracht van de gasthuismeesters van het Heilige Geestgasthuis geschilderd. 
Van 1504 tot 1916 hingen de panelen in de Grote of Sint-Laurenskerk in Alkmaar. In 1916 werden ze aangekocht door het Rijksmuseum.

### Martinikerk in Groningen

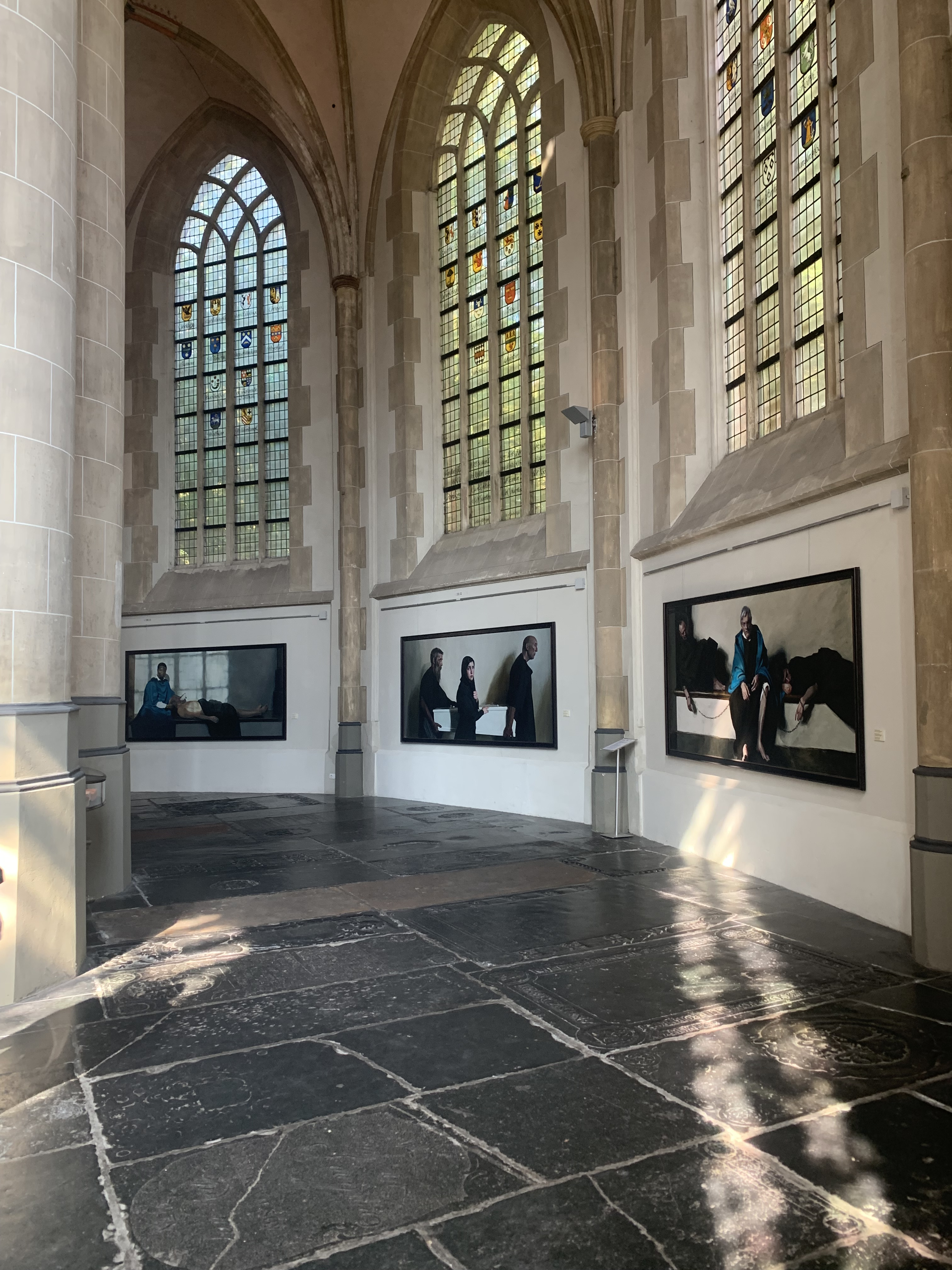
Zuidelijke kooromgang in de Martinikerk Groningen met deel van de serie "Zeven werken van Barmhartigheid" van Egbert Modderman

De Stichting Martinikerk Groningen gaf in 2017 de kunstenaar Egbert Modderman de opdracht om een hedendaagse versie van de werken te maken. Hij koppelt ieder werk aan een verhaal uit de Bijbel. Bijzonder bij deze serie, die in 2024 voltooid is, is dat ook het achtste werk van barmhartigheid (de zorg voor de schepping) uitgebeeld is.

### Suske en Wiske
De werken van barmhartigheid blijven een inspiratiebron. Zo worden jaarlijks vele wandelingen rond het thema georganiseerd. In het Suske en Wiske-verhaal De zeven snaren spelen de zeven werken van barmhartigheid een rol. Ook hier wordt gesproken van de gevangenen verlossen.